# 1978年のロッテオリオンズ
1978年のロッテオリオンズでは、1978年のロッテオリオンズにおける動向をまとめる。
この年のロッテオリオンズは、金田正一監督の6年目のシーズンである。このシーズンから川崎球場を本拠地としたため、特定の本拠地を持たない、いわゆる「ジプシー球団」の状態を脱却した。

## 概要
前年プレーオフで阪急に敗れ優勝を逃したチームは、前年の二冠王レロン・リーの実弟・レオン・リーが入団し有藤通世や山崎裕之らと強力打線を形成、さらに前年南海の監督を解任された野村克也も「生涯一捕手」を宣言し加入、シーズン前は阪急とともに優勝争いの有力候補と言われた。開幕後は前評判通り、4月中旬に7連勝をマークし阪急と首位争いを展開し、5月14日には首位阪急に0.5ゲーム差に迫ったが2日後の直接対決に敗れるとそこからチームは失速、さらに6月には4引き分けを挟む15連敗で勝てなくなり、5位に急降下して前期が終了。巻き返しを図る後期は7月中旬までは上位にいたが、7月18日に阪急に4対23と大敗するとそこから4連敗でBクラスに転落、8月下旬には8連敗を喫し、8月31日には前年までの本拠地・宮城球場で阪急の今井雄太郎に完全試合を達成され、9月27日にはまたも今井に完投負けを許して阪急の優勝を決められるなど、阪急を苦手にし続けた。後期は終盤に盛り返し借金1ながらも3位で終えたが通算では日本ハムに0.5ゲーム差及ばず4位に終わり、シーズン終了後金田監督は責任を取り辞任し、非常勤の球団取締役となった。主力の山崎、金田留広、渡辺秀武が次々とチームを離れ、野村も金田の後任監督への要請を断り、1年でロッテを退団した。

## チーム成績

### レギュラーシーズン
| 1    | 中   | 弘田澄男 |
| 2    | 右   | 得津高宏 |
| 3    | 三   | 有藤通世 |
| 4    | 左   | リー     |
| 5    | 二   | 山崎裕之 |
| 6    | 捕   | 野村克也 |
| 7    | 一   | レオン   |
| 8    | 指   | 白仁天   |
| 9    | 遊   | 飯塚佳寛 |
| 投手 | 投手 | 村田兆治 |

| 順位 | 4月終了時 | 4月終了時 | 5月終了時 | 5月終了時 | 前期成績 | 前期成績 |
| ---- | --------- | --------- | --------- | --------- | -------- | -------- |
| 1位  | 阪急      | --        | 阪急      | --        | 阪急     | --       |
| 2位  | ロッテ    | 2.0       | 近鉄      | 5.0       | 近鉄     | 9.0      |
| 3位  | 近鉄      | 3.5       | ロッテ    | 5.0       | 日本ハム | 13.0     |
| 4位  | 南海      | 8.0       | 日本ハム  | 9.0       | クラウン | 13.5     |
| 5位  | 日本ハム  | 9.0       | クラウン  | 15.0      | ロッテ   | 16.0     |
| 6位  | クラウン  | 10.5      | 南海      | 17.0      | 南海     | 20.5     |

| 順位 | 7月終了時 | 7月終了時 | 8月終了時 | 8月終了時 | 後期成績 | 後期成績 |
| ---- | --------- | --------- | --------- | --------- | -------- | -------- |
| 1位  | 阪急      | --        | 阪急      | --        | 阪急     | --       |
| 2位  | 近鉄      | 1.0       | 近鉄      | 3.0       | 近鉄     | 0.0      |
| 3位  | ロッテ    | 5.5       | クラウン  | 8.5       | ロッテ   | 10.0     |
| 4位  | クラウン  | 6.5       | 日本ハム  | 10.0      | 日本ハム | 12.5     |
| 5位  | 南海      | 7.5       | ロッテ    | 11.5      | クラウン | 16.0     |
| 6位  | 日本ハム  | 9.5       | 南海      | 15.0      | 南海     | 18.5     |

| 順位 | 球団                       | 勝 | 敗 | 分 | 勝率 | 差   |
| 1位  | 阪急ブレーブス             | 44 | 20 | 1  | .688 | 優勝 |
| 2位  | 近鉄バファローズ           | 32 | 26 | 7  | .552 | 9.0  |
| 3位  | 日本ハムファイターズ       | 29 | 31 | 5  | .483 | 13.0 |
| 4位  | クラウンライターライオンズ | 28 | 31 | 6  | .475 | 13.5 |
| 5位  | ロッテオリオンズ           | 25 | 33 | 7  | .431 | 16.0 |
| 6位  | 南海ホークス               | 22 | 39 | 4  | .361 | 20.5 |

| 順位 | 球団                       | 勝 | 敗 | 分 | 勝率 | 差   |
| 1位  | 阪急ブレーブス             | 38 | 19 | 8  | .667 | 優勝 |
| 2位  | 近鉄バファローズ           | 39 | 20 | 6  | .661 | 0.0  |
| 3位  | ロッテオリオンズ           | 28 | 29 | 8  | .491 | 10.0 |
| 4位  | 日本ハムファイターズ       | 26 | 32 | 7  | .448 | 12.5 |
| 5位  | クラウンライターライオンズ | 23 | 36 | 6  | .390 | 16.0 |
| 6位  | 南海ホークス               | 20 | 38 | 7  | .345 | 18.5 |

| 順位 | 球団                       | 勝 | 敗 | 分 | 勝率 | 差   |
| 1位  | 阪急ブレーブス             | 82 | 39 | 9  | .678 | 優勝 |
| 2位  | 近鉄バファローズ           | 71 | 46 | 13 | .607 | 9.0  |
| 3位  | 日本ハムファイターズ       | 55 | 63 | 12 | .466 | 25.5 |
| 4位  | ロッテオリオンズ           | 53 | 62 | 15 | .461 | 26.0 |
| 5位  | クラウンライターライオンズ | 51 | 67 | 12 | .432 | 29.5 |
| 6位  | 南海ホークス               | 42 | 77 | 11 | .353 | 39.0 |

*阪急が前後期完全優勝したため、プレーオフは行わずそのまま年間優勝

## オールスターゲーム1978
| コーチ     | 徳武定之 |          |
| ファン投票 | 選出なし |          |
| 監督推薦   | 村田兆治 | 有藤通世 |

## できごと
- この年大洋から移籍した渡辺秀武、日本ハム戦に勝利すれば史上初の「全球団勝利」となるのだが、結果は次の通り日本ハム戦は勝てず、挙句の果てにオフには広島東洋にトレード、念願の「全球団勝利」はならなかった。
  - 5月6日：7回からリリーフ、10回裏に味方が二死満塁とチャンスになるも代打江島が凡退。
  - 8月5日：同じくサヨナラならず。
  - 8月16日：6イニングを投げるも、味方が1点差を逆転せず。
  - 8月25日：3-3の8回裏にリリーフ、直後に9回表に味方が1点を奪ってリード、裏を抑えれば「全球団勝利」となるところだが、ジーン・ロックレアに内野安打を打たれ、続く千藤三樹男に長打を打たれて同点、それでも当時の「3時間制限」（試合時間3時間を超えたら延長戦無し）までまだ少しあったものの、続く加藤俊夫に粘られて時間切れで勝利無し、おまけに加藤に三遊間安打を打たれてサヨナラ負け、初めて敗戦投手の結末となった。
- 6月28日：阪急戦に破れ、6月1日の阪急戦以来続いた連敗記録が「15」（当時のパ・リーグ記録）となる。
- 8月31日：阪急戦（宮城球場）で、阪急・今井雄太郎投手に完全試合を食われる。ロッテは結成以来初めてノーヒットノーランをやられた。

## 表彰選手
| リーグ・リーダー |
| ---------------- |
| 受賞者なし       |

| ベストナイン         |
| -------------------- |
| 選出なし             |
| ダイヤモンドグラブ賞 |
| 選出なし             |

## ドラフト
| 順位 | 選手名   | ポジション | 所属     | 結果               |
| ---- | -------- | ---------- | -------- | ------------------ |
| 1位  | 福間納   | 投手       | 松下電器 | 入団               |
| 2位  | 菊地恭一 | 外野手     | 東芝     | 拒否               |
| 3位  | 落合博満 | 内野手     | 東芝府中 | 入団               |
| 4位  | 武藤信二 | 投手       | 我孫子高 | 拒否・法政大学進学 |